# Macaca leucogenys
Macaca leucogenys és una espècie de primat de la família dels cercopitècids. Viu al comtat de Mêdog (sud-est del Tibet) i, possiblement, les parts adjacents de l'Índia. Per motius ètics, els científics que descrigueren aquesta espècie el 2015 no en mataren l'holotip per a la seva posterior exhibició en un museu, sinó que simplement el fotografiaren directament o mitjançant càmeres de control remot.